# Kirchdorf bei Osterhofen
Kirchdorf bei Osterhofen (amtlich: Kirchdorf b.Osterhofen) ist ein Ortsteil der Stadt Osterhofen im niederbayerischen Landkreis Deggendorf.

## Lage
Das Pfarrdorf Kirchdorf liegt im ebenen und fruchtbaren Gäuboden etwa fünf Kilometer westlich von Osterhofen.

## Geschichte
Im Jahr 1224 erschien ein Chunrad de Chirchdorf, Ministeriale von Kloster Niederaltaich als Zeuge. 1273 erhielten Friedrich, Heinrich und Chunrad de Chirchdorf Güter des Klosters als Lehen. 1349 sagte ein Chunrad Chirchdorfer beim Kloster Metten als Zeuge aus. Dem Aussterben der Herren von Chirchdorf folgten verschiedene Besitzer, bis Kirchdorf zur Herrschaft Adldorf gelangte. Bis zum Jahr 1848 stand es unter dessen Patrimonialgerichtsbarkeit.
Bereits 1155 wird eine Pfarrkirche erwähnt. 1242 tagte in Kirchdorf ein Landgericht, wobei Kunigunde, Witwe des letzten Grafen von Bogen Berthold III., den Abt Dietmar von Kloster Niederaltaich ausschließen ließ.
1549 bestätigte Herzog Wilhelm IV. von Bayern dem Cristoff Frengkhinger zu Burghausen die Gerechtigkeit über die offene Hofmark Kirchdorf. Nach 1641 kam Kirchdorf in den Besitz der Herrschaft Adldorf.
Von 1634 bis 1654 starben im Gefolge des Dreißigjährigen Krieges Hunderte Kirchdorfer an der Pest. Außerdem herrschte zu dieser Zeit Hungersnot, sodass etwa ein Drittel der Bauern ihre Güter verließen. 1713 war erneut ein Pestjahr, allerdings mit geringeren Folgen. Im Jahr 1720 erhielt Kirchdorf seine erste Schule.
1808 wurde der Steuerdistrikt Kirchdorf im Landgericht Deggendorf geschaffen. Daraus ging 1818 mit dem zweiten Gemeindeedikt die Gemeinde Kirchdorf im Rentamt Deggendorf hervor. Sie wurde 1838 dem wiedererrichteten Landgericht Orterhofen zugeteilt und kam später somit zum Bezirksamt Vilshofen.
Um 1846  bildete sich infolge der Teuerung um Kirchdorf eine Brandstifter- und Räuberbande. 1846 wurden aus der Kirche eine silberne, mit Edelsteinen besetzte Monstranz, ein ebenfalls wertvolles Ziborium sowie mehrere Kelche nebst Bargeld geraubt. Am 8. Dezember 1847 brannte die Bande die gesamte Pfarrökonomie nieder. An diesem Tag und am 7. März 1848 gingen zudem mehrere Bauernhöfe in Flammen auf.
Von 1947 bis 1959 unterrichteten Deutschordensschwestern an der Volksschule Kirchdorf. Im Rahmen der Gebietsreform in Bayern kam die Gemeinde Kirchdorf bei Osterhofen am 1. Januar 1972 zur Stadt Osterhofen.

## Sehenswürdigkeiten
Die spätgotische Pfarrkirche Maria Geburt stammt aus dem 15. Jahrhundert. Im zweiten Jahrzehnt des 19. Jahrhunderts und erneut 1884 wurde sie vergrößert.